# Arvid Taube von Odenkat (1821–1887)
Arvid Graf Taube von Odenkat (* 15. Mai 1821 in Åsbergby, Schweden; † 14. Januar 1887 in Stockholm) war ein schwedischer Graf und Verkehrsdirektor bei mehreren schwedischen Eisenbahngesellschaften. Er stammte aus dem deutsch-schwedisch-baltischen Adelsgeschlecht der „von Taube“.

## Werdegang
Die seemännische Ausbildung von Arvid Taube begann im April 1835 als Schiffsjunge auf dem Handelsschiff „Solide“ und endete im Februar 1836. Er wechselte 1837 als Kadett auf die Fregatte „Josefine“ und war von 1838 bis 1840 auf der Kriegsakademie in Schloss Karlberg um sein Seeoffizierspatent zu erlangen. Vom Mai bis Dezember 1840 versah er seinen Dienst als Konstabler auf der „James Boorman“ und fuhr von Juli 1840 bis April 1841 auf diesem Schiff als „Erster Steuermann“. In der königlichen schwedischen Marine wurde er 1841 zum Leutnant und 1849 zum Oberleutnant befördert. Von 1850 bis 1853 befehligte er ein Dampfschiff der Handelsmarine. Mit staatlicher Unterstützung ging er 1856 nach England und studierte dort den Eisenbahnverkehr, danach war er von 1857 bis 1859 Verkehrsdirektor der staatlichen Eisenbahn Schwedens. 1857 folgte die Beförderung zum Kapitänleutnant und von 1860 bis 1863 war er Verkehrsleiter der Borås-Herrljunga Eisenbahn (BHJ). Am 11. März 1862 wurde er zum Kapitän befördert, 1863 wurde er Ritter I. Klasse des Wasaordens und 1865 des Schwertordens. Bis 1869 war er Verkehrsleiter und Leiter der Maschinenabteilung bei der Uddevalla-Vänersborg-Herrlunga Linie (UWHJ). Am 21. November 1871 wurde er zum Ritter des Dannebrogordens gekürt und war bis 1871 Verkehrs- und Maschinenleiter bei der  Lidköping-Håkantorps Eisenbahn (HLJ)

## Familie
Die Eltern von Arvid Taube waren der schwedische Hofmarschall Gustaf Johann Graf Taube von Odenkat (1796–1872) und Christina Ulrika Lagerbring (1798–1862). Arvid heirate 1855 in New York City Elina Pauline Rosenborg (1826–1879), eine Tochter des Kammerjunkers Axel Fredrik Rosenborg und der Gräfin Anna Margareta Lovisa Cronhielm von Flosta. Sie hatten die Tochter Anna Elina die 1861 geboren wurde, aber bereits 1870 verstarb.